# House of Memsie

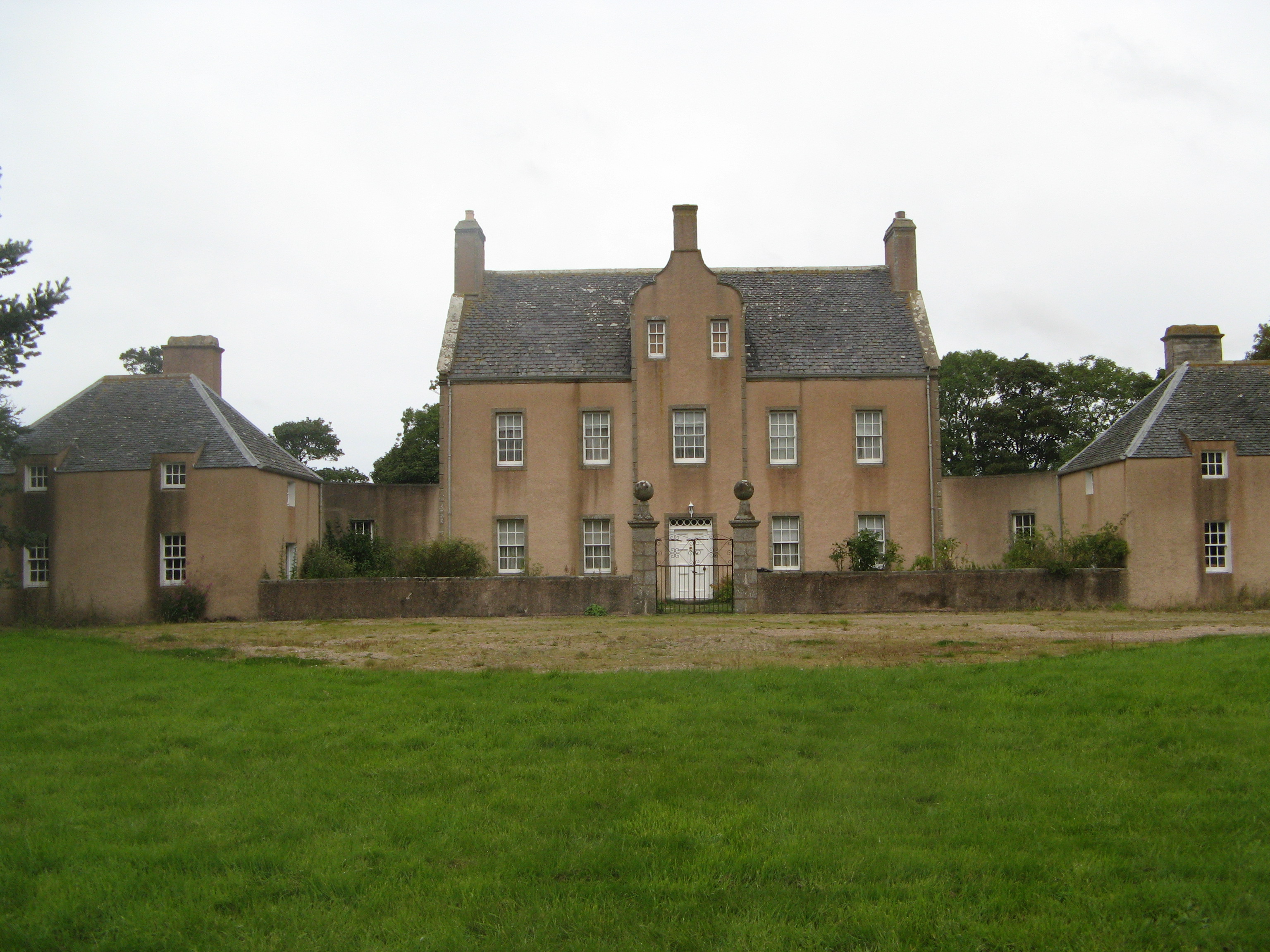
House of Memsie

House of Memsie, auch Memsie House, ist ein Herrenhaus nahe der schottischen Ortschaft Memsie in der Council Area Aberdeenshire. 1972 wurde das Bauwerk in die schottischen Denkmallisten in der höchsten Denkmalkategorie A aufgenommen.

## Beschreibung
Das Herrenhaus steht isoliert rund einen Kilometer südlich des Weilers Memsie und vier Kilometer südwestlich des Zentrums von Fraserburgh abseits der A981. Sein Mauerwerk besteht aus Granitbruch und ist äußerlich mit Harl verputzt, wobei Natursteineinfassungen abgesetzt sind. Es wurde um das Jahr 1760 errichtet. Die südostexponierte Hauptfassade des zweistöckigen Corps de Logis ist fünf Achsen weit. Der leicht aus der Fassade heraustretende Mittelrisalit ist eine Achse weit. Er ist über die Traufe als Zwerchhaus mit Schweifgiebel fortgeführt. Pavillons, die über Blendmauern mit dem Corps de Logis verbunden sind, flankieren diesen. Die kleinen Walmdachbauten sind einstöckig ausgeführt. Von der Gebäuderückseite geht ein kleiner, einstöckiger Anbau ab. Die ursprünglichen Holzarbeiten im Inneren wurden um 1900 entfernt.